# Маріупольське телебачення
«МТВ» (рос. «Мариупольское телевидение») — закритий український регіональний телеканал, створений 1995 року Маріупольською міською радою та закритий у 2022 році.

## Про телеканал
«Маріупольське телебачення» позиціонувало себе як сімейний канал, орієнтований на інтереси різних вікових та соціальних категорій телеглядачів.
Серед інших на каналі «МТВ» ретранслювавались програми російського телеканалу «ТВЦ», а десь до 2015 року — музичний телеканал «O-TV (телеканал)». 
Зона впевненого прийому ефірного сигналу «МТВ» була у Маріуполі та прилеглих районах — Бойківський, Волноваський, Мангушський, Нікольський, Новоазовський, а також в частині Запорізької області
Наприкінці 2007 р. проводив тестовое мовлення через супутник «Hellas Sat 2». 
Кількість працівників — 70 осіб (станом на 2013 рік).

## Історія

### МТВ (до 2022 року)
Канал був заснований Виконкомом Маріупольської міськради в жовтні 1995 року як комунальне підприємство. А вже через місяць глядачі Маріуполя та Донецької області могли бачити випуски «Маріупольської панорами» в ефірі Донецької ОДТРК (тоді мережу УТ-2). Ініціатором створення каналу і першим його директором була А. Т. Алимова. Через власний міський дециметровий ефір канал вийшов 5 березня 1997 року).
В 1998-2000 роках канал був на межі зникнення, але завдяки інвестиційній підтримці комбінату імені Ілліча наприкінці 90-х «МТВ» зумів сформувати міцну технічну базу та згуртувати творчий колектив професіоналів.
В 2002 році мовлення каналу стає цілодобовим, а вже наступного року пересувна телевізійна станція МТВ починає працювати не лише у Маріуполі, а й у всіх частинах України, звідки велися прямі трансляції футбольних матчів Вищої ліги.
У лютому 2011 року «Метінвест Холдинг» викупив акції ЗАО «Маріупольський металургійний комбінат імені Ілліча», таким чином придбавши собі у власність і телеканал «МТВ».

### МТБ (з 2022 року)
Після російського нападу у 2022 року змінив місцерозташування з Маріуполя (мовив на 38 ТВК 500 Вт, та мав розпочати мовлення у місцевому МХ на 47 ТВК 10 Вт) на Запоріжжя та змінив логотип з «МТВ» на «МТБ». 
2 березня 2022 року під час бойових дій Маріуполь був повністю знеструмлений і телевізійна трансляція телеканалу зупинилася, так і не відновивши мовлення.
Через Закон про деолігархізацію 21 липня 2022 було анульовано ліцензії на мовлення та переоформлення адреси.
З вересня 2022 року телеканал мовить цілодобово у YouTube.
У грудні 2023 року, згідно з інформацією у сервісі OpenDataBot, ТОВ «Метінвест Холдинг» Ріната Ахметова вийшло із засновників ТОВ «Телерадіоорганізація „Маріупольське телебачення“» (МТБ, Запоріжжя, раніше зареєстровано в Маріуполі). Тепер власником 100% у статутному капіталі «МТБ» є Олександр Василенко з Кам’янського. 
Після анулювання ліцензії на мовлення юрособа «МТБ» деякий час працювала у форматі продакшн-студії та виробляла відеоконтент на замовлення клієнтів.
З 14 серпня 2024 року виконується процедура
банкрутства ТОВ. Також змінилась юридична адреса — м. Дніпро, вул. Тимчасова, буд. 2.

## Програми
Телеканал випускав програми власного виробництва (інформаційні, аналітичні, спортивні, розважальні та авторські програми). За допомогою власної пересувної телестудії транслювалися спортивні змагання, телемости і концерти в прямому ефірі.
Станом на 2021 рік програм вибробництва «МТВ» було вісім:
- «Маріупольська служба Новин» (МСН) — програма про головні події Маріуполя, регіону та України;
- «Маріуполь. Online» — фахівці та експерти в найрізноманітніших сферах діяльності висловлюють свою точку зору на ситуацію в Маріуполі та в Україні;
- «Комуналка» — відкритий майданчик для обговорення актуальних проблем життя міста та комунальної сфери;
- «Зателефонуйте лікарю» — програма про здоров'я, профілактику та лікування багатьох захворювань, про найперші симптоми тієї чи іншої хвороби, коли перемогти недугу нескладно;
- «Ранок Маріуполя» — щоденна ранкова інтерактивна програма, харизматичні, веселі та енергійні телеведучі якої заряджають телеглядачів бадьорістю та гарним настроєм на цілий день;
- «Слово VS Слово» — ток-шоу, на якому обговорюють найгостріші, актуальні резонансні теми;
- «Справжнє інтерв'ю» — унікальний телепроект, якому політики, спортсмени, музиканти та інші відомі особи дають сміливі та відверті відповіді;
- «Поліція Донеччини» — телепроект про те, як працюють правоохоронці і з чим вони стикаються, оберігаючи спокій мирних громадян.

Програми МСН, «Ранок Маріуполя», «Комуналка», «Зателефонуйте лікарю», «Маріуполь. Online» та «Слово VS Слово» виходили у прямому ефірі. 

### Архівні програми
Першими авторськими телепроектами стали «Міський сад» Наталії Слющинської, який пізніше перетворився на «Галерею», та «Молодіжний канал М+» режисера Ольги Ятчук.
Пізніше, у 2000-х, додалися такі програми:
- «Події дня»
- «Спорт-ревю»
- «Ми та місто»
- «Твій день»
- «Казка на ніч»
- «Людина та його справа»
- «Події тижня»[6]

«МТВ» перший серед міських каналів Маріуполя розпочав випуск програм у прямому ефірі. Вперше такий ефір «Маріупольського ТБ» відбувся у березні 2001 року, а вже восени 2006 року у прямому ефірі почала виходити підсумкова програма «Події тижня». Паралельно глядачі могли брати участь в інтернет-голосуванні на головну тему тижня.
У період 2014-2015 років телеканал випускав близько 20-ти програм власного виробництва.
Після 2015 року кількість власних програм різко зменшилася, решта контенту купувалась.

## В соцмережах
YouTube

 Facebook

 Instagram